# سمارانگ
سمارانگ یکی از شهرهای اندونزی است که در ساحل شمالی جزیرهٔ جاوه واقع شده‌است. این شهر پایتخت استان جاوهٔ مرکزی است.
سمارانگ با ۲۲۵٫۱۷ کیلومتر مربع مساحت و حدود ۱٫۵ میلیون نفر جمعیت، پنجمین شهر بزرگ اندونزی به‌شمار می‌رود. این شهر در ۶ درجه و ۵۸ دقیقهٔ عرض جنوبی و ۱۱۰ درجه و ۲۵ دقیقهٔ طول شرقی واقع شده‌است.

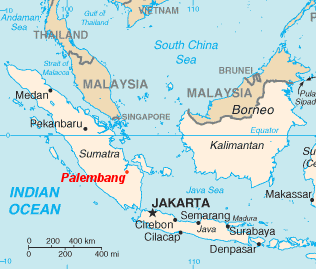

سمارانگ در دوران حکومت هند شرقی یکی از بندرهای مهم اندونزی بوده و امروزه نیز یکی از مهم‌ترین بندرهای این کشور محسوب می‌شود. چینی‌ها بخش بزرگی از ساکنان این شهر را تشکیل می‌دهند.
واژهٔ سمارانگ که امروزه به این شهر اطلاق می‌شود، شاید از ترکیب واژگان «assam» (تمبر هندی) و «arang» (کم‌یاب) تشکیل شده باشد. برپایهٔ تفسیر دیگری، این واژه از واژهٔ چینی «سامپولانگ» (三宝垄) به معنی «شهر سامپو» (دریاسالار چنگ هه) سرچشمه گرفته‌است.

کلیسای بلندوک کلیسای پروتستان در غرب اندونزی در سمارانگ و در استان جاوه مرکزی است که با نام کلیسای بلندوک شناخته می‌شود. این کلیسا که در سال ۱۷۵۳ ساخته شده‌است، قدیمی‌ترین کلیسای استان است.